# 1990年のル・マン24時間レース

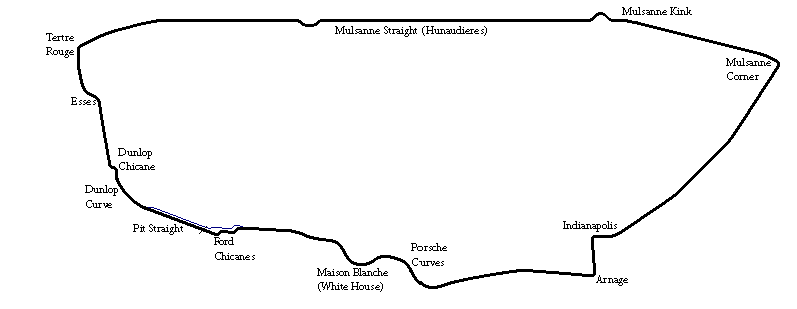
1990年のコース

1990年のル・マン24時間レース（24 Heures du Mans 1990 ）は、58回目のル・マン24時間レースであり、1990年6月16日から6月17日にかけてフランスのサルト・サーキットで行われた。

## 概要
国際自動車スポーツ連盟（FISA、現国際自動車連盟、FIA）は主催者のフランス西部自動車クラブ（ACO）に露骨な嫌がらせをし、「サーキットの直線距離は最長でも2km以内であるべきだ。もしシケインを設置しないなら公認を取り消す」と圧力を加えた。ACOはさすがにこの圧力に抵抗できず、妥協でサルト・サーキットの名物であった長さ約6kmの「ユノディエール」ストレートにシケインを2つ入れるコース改修をし、ル・マンの伝統が一つ消えることになったが、この改修はドライバーからは好評であった。高速性能と中速性能のバランスがかなり変化すると考えられ、また変速回数が増えてトランスミッションへの負担が増加するため、車両設計が注目されるポイントとなった。コースは13.535km/周から13.600km/周へとわずかに長くなった。シリーズ開催には2ヶ月前に査察を受けなければならず手続きが間に合わなかったので1990年も世界スポーツプロトタイプカー選手権（WSPC）に組み入れられず、このことからスポーツカー選手権を主目的としていたメルセデス・ベンツは不出場を宣言した。
また、燃費規制のある車両規則の下で行なわれた最後の年となった。1991年も現行車両は新規則に基づく3.5リットル自然吸気エンジンを積んだ車両と混走はできる可能性もあったが、もしそうなったとしても何らかのハンディキャップが課されることが明らかで、これまでの車両が性能を発揮できる最後の年と考えられていた。
ポルシェ・962の性能が相対的に下がって来ており、前年優勝し当然最有力候補だったメルセデス・ベンツの欠場で、日本メーカーにはル・マン制覇の大きなチャンスと考えられた。
日産自動車はシーマに代表される高額な大型乗用車の売り上げが好調で、大幅にレース予算を増やして体制強化を図って臨んだ。ル・マンのポスターの絵柄に日産・R90CPが選ばれ、入場券やプログラムにも日産の写真が使われ、ペースカーはフェアレディZ300ZXが務め、新設されたシケインの1つの命名権を買い取り「ニッサン・シケイン」と命名するなど力を入れていることを隠さなかった。実際エンジンを担当した日産自動車中央研究所スポーツエンジン開発室の徹底した改良によりVRH35Z型エンジンは840PS、85kgmを発揮するに至るなど戦闘力も信頼性も高く、有力候補の1つとされていた。車両はイギリスのローラオリジナルかほぼそれに近い日産・R90CKと、素材面から見直し日産独自の改良を加えた日産・R90CPを投入した。日産のモータースポーツ責任者であった町田收は周囲の反対を押し切ってニッサン・モータースポーツ・ヨーロッパ（NME）監督に生沢徹を起用し、そのNMEから2台、ニッサン・パフォーマンス・テクノロジー（NPTI）から2台、ニッサン・モータースポーツ・インターナショナル（ニスモ）から1台、計3チーム5台のワークスマシンに加え、クラージュとチーム・ルマンに1台ずつ、計7台を出場させた。この7台の出場車両に充分な数のエンジンを供給しなければならない上、5月連休明けにNMEの監督生沢徹から町田收に予選用エンジン製作の要請があり、スポーツエンジン開発室の林義正は断ったが、結局1基だけ製作することになった。町田收はこのエンジンを使用するかどうか、NPTIの監督キャス・キャスナーとニスモの監督水野和敏にも打診したがどちらも不要である旨返答があったという。日産自動車は未だ出始めで信頼性の低かったカーボンブレーキディスクが2,000km持つとの感触を得、NMEとニスモから出走する計3台に装着していた。また変速回数が増えることからニスモはヒューランド製だったトランスミッションのギアを独自に開発した。町田收は決勝前夜に記者会見を開き、優勝宣言した。
トヨタ自動車もトムスからミノルタとタカキューの2台、サードからデンソートヨタ1台とトップクラスの実力を持って3台が出場した。サードの監督は1973年のル・マン24時間レースに日本チームとして最初に出場した加藤眞だった。ACOは新たにできた2つのシケインのうち1つはトヨタに売るつもりだったが、トヨタは「事故が起こった時にしか取り上げてくれない」として断り、チームの士気は一時下がった。
この時点では、1991年以降ロータリーエンジンが出場できない可能性も高く、マツダは背水の陣で臨んだ。この年からジャッキー・イクスとアドバイザー契約を結び、エンジンも前年から100馬力アップを実現し、ナイジェル・ストラウド製作のシャシに積んだマツダ・787を2台と、前年モデルのマツダ・767を1台、計3台を投入し、初めてテレメトリーシステムも持ち込み、大幅な戦力アップを図った。
それでも本命視されていたのはジャガーだった。WSPCを3.5リットルのV型6気筒ターボエンジンを積んだジャガー・XJR-11で戦っていたが、ル・マン24時間レースには前年まで使用しておりこの年もデイトナ24時間レースで優勝した実績もある7リットルV型12気筒エンジンを搭載したジャガー・XJR-12の使用を決め、2月には製作に取り掛かった。トム・ウォーキンショーはハイペースの潰し合いになっても4台のワークスマシンがあれば次の車両を上げることで9割以上の確率で勝てると計算していた。
ポルシェは、WSPC第2戦のモンツァからヨースト・レーシングが使用した3.2リットルエンジンをブルン・モータースポーツにも供給し、ロングテール車両での参戦を指示した。このエンジンはヘッド回りも新設計とし、燃費と中速トルクの向上を主眼に設計されていた。ヨースト・レーシングは4台のロングテール車両を投入しポルシェ最有力チームであった。ブルン・モータースポーツ16号車、クレマー・レーシングの2台、アルファレーシング45号車、伊太利屋43号車は直線が最大2kmになっていることからポルシェワークスの指示に反しショートテール車両を投入した。特記すべきはバブル景気に沸く日本のチームが武富士、ケンウッド、トラスト、オムロン、ミズノと多数のポルシェ・962を使用しエントリーしたことである。

## 予選
6月13日の18時に公式予選が始まった。
NMEのマーク・ブランデルが日産・R90CKで3分27秒02を出しポールポジションを取った。これは前述の通り生沢徹の要請で1基だけ製作した予選用エンジンを搭載して走行したもので、過給圧を1.8kg-cm²（2.2バール）と高く設定したとも、幸か不幸かウェイストゲートバルブがうまく作動せず過給圧が想定以上に上がったとも言われ、推定出力は1,000PSとも1,100馬力ともいう。しかしNPTIやニスモのほとんどの者はこのエンジンの存在を知らされておらず、日産自動車内で深刻な対立を生んだ。NMEとNPTIは元々仲が良くなかったがこの件で殴り合いの喧嘩になり、NME、NPTI、ニスモの順で予定されていたピットの順番を急遽NME、ニスモ、NPTIの順に変更しなければならない程であった。
ジャガーは7位、8位、9位、17位を占め、それなりに健闘したと言える結果ではあったが、予選にこだわらず決勝に備えたこともあり、日産自動車のパフォーマンスの前にほとんど存在感を持たなかった。
トヨタも抑え気味の走行で最高位は14位、3分38秒74であった。
マツダの最高位は22位、3分43秒04であった。

## 決勝
日産自動車はNMEの25号車が午前中のウォームアップでギアボックスからのオイル漏れを起こし、生沢はクラッチから後ろを全交換する旨決断し、まだレースが始まってもいないのに満場の観客を前に修理する醜態を晒した。
49台が15時55分にグリッドを離れたが、午前中のウォームアップでトランスミッションからオイル漏れを起こして修理したNMEの25号車はパレードラップの途中でディファレンシャルのピニオンギアを破損しそのままリタイヤ、48台になって16時にスタートした。
レース開始当初飛び出し、NMEの24号車が最初の3ラップを首位走行するなど3時間に渡り序盤レースをリードした日産ではあったが、開始早々にNPTIの84号車がホイールトラブルと水漏れを起こし修理で最下位になっていた。その後もハイペースによるトラブルなどで遅れた。また2,000km持つはずだったカーボンブレーキは走っている限りは圧倒的に早いが1,000kmも走行しないうちにパッドが焼き付いてブレーキの効きが悪くなることが判明し、走行している間は圧倒的に速いがピットストップを長く強いられなかなか順位を上げられない状態が続いた。横の連絡も悪く、NMEの24号車がリタイヤする原因となったローラ製トランスミッションケースの構造的欠陥について、同じトランスミッションを使用していたNPTIは事前に問題点に気がつき打った対策をNMEに伝えていない。最終的に日産自動車の優勝の可能性がなくなったのはNPTIの車両がトップ争いをしながら燃料漏れでリタイヤしたことによるが、NMEのメカニックはこの問題を早期に把握し自チームの車両には対策しつつNPTIに通知せず、部品箱に施錠して帰ってしまっていた。結局ニスモがそれまでの日本車最高位となる5位となったものの、高い前評判を受け事前に優勝宣言をしたことからすれば惨敗であり、またこの後しばらく撤退することとなった。
マツダはトラブル続きで勝負どころではなく、朝を迎える前に787を2台とも失った。
ジャガーの仕上がりは非常に良く、グッドイヤーのタイヤが優秀であったこともあり、鉄製ブレーキであったにもかかわらずカーボンブレーキの日産自動車よりずっと奥でブレーキングをしていた。また弱点と言われていたトランスミッションはTWRが独自に開発した物を使用した。
ポルシェワークスが指示したロングテールは失敗で、逆にワークスから重視されていなかった、二軍扱いでショートテールを採用した車両が上位争いに加わった。特にブルン・モータースポーツのポルシェはエースのオスカー・ララウリが体調不良で深夜になって自ら降りることを決断、残りの時間をヘスス・パレハとワルター・ブルンだけでカバーしなければならなくなったにも関わらずペースを落とさずトップ争いを続けた。
28台が完走した。
最終的にジャガーとブルン・ポルシェが争ったが、ゴール直前の23時間45分にヘスス・パレハが運転するブルン・ポルシェのエンジンが焼き付くトラブルでスローダウンの後棄権となり、ジョン・ニールセン/プライス・コブ/マーティン・ブランドル組のジャガー・XJR-12、3号車が24時間で4882.400kmを平均速度204.036 km/hで走って、ジャガーとしては2年ぶり5回目となる優勝をした。結局レースはトム・ウォーキンショーの読み通りの展開であった。
| 順位   | クラス | 号車 | チーム                                                        | ドライバー                                                                   | シャシ                                      | タイヤ | 周回数       |
| 順位   | クラス | 号車 | チーム                                                        | ドライバー                                                                   | エンジン                                    | タイヤ | 周回数       |
| ------ | ------ | ---- | ------------------------------------------------------------- | ---------------------------------------------------------------------------- | ------------------------------------------- | ------ | ------------ |
| 1      | C1     | 3    | - シルクカット・ジャガー - トム・ウォーキンショー・レーシング | - ジョン・ニールセン - プライス・コブ - マーティン・ブランドル               | ジャガー・XJR-12                            | G      | 359          |
| 1      | C1     | 3    | - シルクカット・ジャガー - トム・ウォーキンショー・レーシング | - ジョン・ニールセン - プライス・コブ - マーティン・ブランドル               | ジャガー7.0リットルV型12気筒                | G      | 359          |
| 2      | C1     | 2    | - シルクカット・ジャガー - トム・ウォーキンショー・レーシング | - ヤン・ラマース - アンディ・ウォレス - フランツ・コンラート                 | ジャガー・XJR-12                            | G      | 355          |
| 2      | C1     | 2    | - シルクカット・ジャガー - トム・ウォーキンショー・レーシング | - ヤン・ラマース - アンディ・ウォレス - フランツ・コンラート                 | ジャガー7.0リットルV型12気筒                | G      | 355          |
| 3      | C1     | 45   | アルファ・レーシングチーム                                    | - ティフ・ニーデル - デヴィッド・シアーズ - アンソニー・レイド               | ポルシェ・962C                              | Y      | 352          |
| 3      | C1     | 45   | アルファ・レーシングチーム                                    | - ティフ・ニーデル - デヴィッド・シアーズ - アンソニー・レイド               | ポルシェ935型3.0リットル水平対向6気筒ターボ | Y      | 352          |
| 4      | C1     | 7    | ヨースト・ポルシェ・レーシング                                | - ハンス＝ヨアヒム・スタック - デレック・ベル - フランク・イエリンスキー     | ポルシェ・962C                              | M      | 350          |
| 4      | C1     | 7    | ヨースト・ポルシェ・レーシング                                | - ハンス＝ヨアヒム・スタック - デレック・ベル - フランク・イエリンスキー     | ポルシェ935型3.2リットル水平対向6気筒ターボ | M      | 350          |
| 5      | C1     | 23   | ニスモ                                                        | - 長谷見昌弘 - 星野一義 - 鈴木利男                                           | 日産・R90CP                                 | D      | 348          |
| 5      | C1     | 23   | ニスモ                                                        | - 長谷見昌弘 - 星野一義 - 鈴木利男                                           | 日産自動車VRH35Z型3.5リットルV型8気筒ターボ | D      | 348          |
| 6      | C1     | 36   | トヨタ・チーム・トムス                                        | - ジェフ・リース - 関谷正徳 - 小河等                                         | トヨタ・90C-V                               | B      | 347          |
| 6      | C1     | 36   | トヨタ・チーム・トムス                                        | - ジェフ・リース - 関谷正徳 - 小河等                                         | トヨタ自動車R32V型3.2リットルV型8気筒ターボ | B      | 347          |
| 7      | C1     | 13   | クラージュ・コンペティション                                  | - パスカル・ファブレ - ミシェル・トローレ - リオネル・ロベール               | クーガー・C24S                              | G      | 347          |
| 7      | C1     | 13   | クラージュ・コンペティション                                  | - パスカル・ファブレ - ミシェル・トローレ - リオネル・ロベール               | ポルシェ935型3.0リットル水平対向6気筒ターボ | G      | 347          |
| 8      | C1     | 9    | ヨースト・ポルシェ・レーシング                                | - ルイス・クラージェス - スタンレー・ディケンズ - ボブ・ウォレク             | ポルシェ・962C                              | M      | 346          |
| 8      | C1     | 9    | ヨースト・ポルシェ・レーシング                                | - ルイス・クラージェス - スタンレー・ディケンズ - ボブ・ウォレク             | ポルシェ935型3.2リットル水平対向6気筒ターボ | M      | 346          |
| 9      | C1     | 27   | オーバーマイヤー・レーシング                                  | - ユルゲン・ラシック - ピエール・イベール - オットー・アルテンバッハ         | ポルシェ・962C                              | G      | 341          |
| 9      | C1     | 27   | オーバーマイヤー・レーシング                                  | - ユルゲン・ラシック - ピエール・イベール - オットー・アルテンバッハ         | ポルシェ935型3.0リットル水平対向6気筒ターボ | G      | 341          |
| 10     | C1     | 15   | ブルン・モータースポーツ                                      | - ハラルド・ヒュイスマン - マッシモ・シガーラ - ベルナール・サンタル         | ポルシェ・962C                              | Y      | 335          |
| 10     | C1     | 15   | ブルン・モータースポーツ                                      | - ハラルド・ヒュイスマン - マッシモ・シガーラ - ベルナール・サンタル         | ポルシェ935型3.2リットル水平対向6気筒ターボ | Y      | 335          |
| 11     | C1     | 44   | リチャード・ロイド・レーシング                                | - ジョン・ワトソン - ブルーノ・ジャコメリ - アレン・バーグ                   | ポルシェ・962C                              | G      | 335          |
| 11     | C1     | 44   | リチャード・ロイド・レーシング                                | - ジョン・ワトソン - ブルーノ・ジャコメリ - アレン・バーグ                   | ポルシェ935型3.0リットル水平対向6気筒ターボ | G      | 335          |
| 12     | C1     | 33   | - チーム・シュパン - オムロン・レーシング                     | - ハーレイ・ヘイウッド - ウェイン・テイラー - リカルド・リデル               | ポルシェ・962C                              | D      | 332          |
| 12     | C1     | 33   | - チーム・シュパン - オムロン・レーシング                     | - ハーレイ・ヘイウッド - ウェイン・テイラー - リカルド・リデル               | ポルシェ935型3.0リットル水平対向6気筒ターボ | D      | 332          |
| 13     | C1     | 63   | トラスト・レーシングチーム                                    | - ジョージ・フーシェ スティーブン・アンドスカー - 粕谷俊二                   | ポルシェ・962C                              | D      | 330          |
| 13     | C1     | 63   | トラスト・レーシングチーム                                    | - ジョージ・フーシェ スティーブン・アンドスカー - 粕谷俊二                   | ポルシェ935型3.0リットル水平対向6気筒ターボ | D      | 330          |
| 14     | C1     | 6    | ヨースト・ポルシェ・レーシング                                | - ジャン＝ルイ・リッチ - アンリ・ペスカロロ - ジャック・ラフィット           | ポルシェ・962C                              | G      | 328          |
| 14     | C1     | 6    | ヨースト・ポルシェ・レーシング                                | - ジャン＝ルイ・リッチ - アンリ・ペスカロロ - ジャック・ラフィット           | ポルシェ935型3.2リットル水平対向6気筒ターボ | G      | 328          |
| 15     | C1     | 55   | - チーム・シュパン - オムロン・レーシング                     | - エイエ・エリジュ - トーマス・ダニエルソン - トーマス・メゼラ               | ポルシェ・TS962                             | D      | 326          |
| 15     | C1     | 55   | - チーム・シュパン - オムロン・レーシング                     | - エイエ・エリジュ - トーマス・ダニエルソン - トーマス・メゼラ               | ポルシェ935型3.0リットル水平対向6気筒ターボ | D      | 326          |
| 16     | C1     | 11   | ポルシェ・クレマー・レーシング                                | - パトリック・ゴーニン - フィリップ・アリオー - バーナード・デ・ドライヴァー | ポルシェ・962CK6                            | Y      | 319          |
| 16     | C1     | 11   | ポルシェ・クレマー・レーシング                                | - パトリック・ゴーニン - フィリップ・アリオー - バーナード・デ・ドライヴァー | ポルシェ935型3.0リットル水平対向6気筒ターボ | Y      | 319          |
| 17     | C1     | 84   | ニッサン・パフォーマンス・テクノロジー                        | - スティーブ・ミレン - マイケル・ロウ - ボブ・アール                         | 日産・R90CK                                 | G      | 311          |
| 17     | C1     | 84   | ニッサン・パフォーマンス・テクノロジー                        | - スティーブ・ミレン - マイケル・ロウ - ボブ・アール                         | 日産自動車VRH35Z型3.5リットルV型8気筒ターボ | G      | 311          |
| 18     | C1     | 21   | スパイス・エンジニアリング                                    | - フェルミン・ベレス - ティム・ハーヴェイ - クリス・ホジェッツ               | スパイスSE90C                               | G      | 308          |
| 18     | C1     | 21   | スパイス・エンジニアリング                                    | - フェルミン・ベレス - ティム・ハーヴェイ - クリス・ホジェッツ               | コスワースDFV型3.5リットルV型8気筒          | G      | 308          |
| 19     | C1     | 20   | Team Davey                                                    | - マックス・コーエンオリバー - ジョバンニ・ラバッジ - ティム・リー・デイビー | ポルシェ・962C                              | D      | 306          |
| 19     | C1     | 20   | Team Davey                                                    | - マックス・コーエンオリバー - ジョバンニ・ラバッジ - ティム・リー・デイビー | ポルシェ935型3.0リットル水平対向6気筒ターボ | D      | 306          |
| 20     | GTP    | 203  | マツダスピード                                                | - 従野孝司 - 片山義美 - 寺田陽次郎                                           | マツダ・767B                                | D      | 304          |
| 20     | GTP    | 203  | マツダスピード                                                | - 従野孝司 - 片山義美 - 寺田陽次郎                                           | マツダ13J型2.6リットル4ローター             | D      | 304          |
| 21     | C2     | 116  | PCオートモーティブ                                            | - リチャード・パイパー - Olindo Iacobelli - Mike Youles                      | スパイスSE89C                               | G      | 304          |
| 21     | C2     | 116  | PCオートモーティブ                                            | - リチャード・パイパー - Olindo Iacobelli - Mike Youles                      | フォードコスワースDFL型3.3リットルV型8気筒  | G      | 304          |
| 22     | C1     | 82   | クラージュ・コンペティション                                  | - エルベ・ルゴー - アラン・クディーニ - コスタス・ロス                       | 日産・R89C                                  | G      | 300          |
| 22     | C1     | 82   | クラージュ・コンペティション                                  | - エルベ・ルゴー - アラン・クディーニ - コスタス・ロス                       | 日産自動車VRH35Z型3.5リットルV型8気筒ターボ | G      | 300          |
| 23     | C2     | 102  | グラフ・レーシング                                            | - グザヴィエ・ラペイル - ジャン＝フィリップ・グラン - ミシェル・メゾヌーヴ   | スパイスSE89C                               | G      | 291          |
| 23     | C2     | 102  | グラフ・レーシング                                            | - グザヴィエ・ラペイル - ジャン＝フィリップ・グラン - ミシェル・メゾヌーヴ   | フォードコスワースDFL型3.3リットルV型8気筒  | G      | 291          |
| 24     | C1     | 10   | ポルシェ・クレマー・レーシング                                | - 高橋国光 - サレル・ヴァン・デ・マーウェ - 岡田秀樹                         | ポルシェ・962CK6                            | Y      | 279          |
| 24     | C1     | 10   | ポルシェ・クレマー・レーシング                                | - 高橋国光 - サレル・ヴァン・デ・マーウェ - 岡田秀樹                         | ポルシェ935型3.0リットル水平対向6気筒ターボ | Y      | 279          |
| 25     | C2     | 103  | Team Mako                                                     | - ロビー・スターリング - James Shead - ロス・ハイアット                      | スパイス・SE88C                             | G      | 274          |
| 25     | C2     | 103  | Team Mako                                                     | - ロビー・スターリング - James Shead - ロス・ハイアット                      | フォードコスワースDFL型3.3リットルV型8気筒  | G      | 274          |
| 26     | C1     | 19   | Team Davey                                                    | - 池谷勝則 - パトリック・トゥルッコ - Pierre de Thoisy                       | ポルシェ・962C                              | D      | 261          |
| 26     | C1     | 19   | Team Davey                                                    | - 池谷勝則 - パトリック・トゥルッコ - Pierre de Thoisy                       | ポルシェ935型3.0リットル水平対向6気筒ターボ | D      | 261          |
| 27     | C2     | 131  | GPモータースポーツ                                            | - リチャード・ジョーンズ - ダドリー・ウッド - ステファン・ハインズ           | スパイス・SE87C                             | G      | 260          |
| 27     | C2     | 131  | GPモータースポーツ                                            | - リチャード・ジョーンズ - ダドリー・ウッド - ステファン・ハインズ           | フォードコスワースDFL型3.9リットルV型8気筒  | G      | 260          |
| 28     | C2     | 132  | GPモータースポーツ                                            | - Craig Simmiss - アリステア・フェンウィック - アレックス・ポスタン          | Tiga・GC289                                 | G      | 255          |
| 28     | C2     | 132  | GPモータースポーツ                                            | - Craig Simmiss - アリステア・フェンウィック - アレックス・ポスタン          | フォードコスワースDFL型3.9リットルV型8気筒  | G      | 255          |
| 29 DNF | C1     | 16   | レプソル・ブルン・モータースポーツ                            | - オスカー・ララウリ - ヘスス・パレハ - ワルター・ブルン                     | ポルシェ・962C                              | Y      | 353          |
| 29 DNF | C1     | 16   | レプソル・ブルン・モータースポーツ                            | - オスカー・ララウリ - ヘスス・パレハ - ワルター・ブルン                     | ポルシェ935型3.2リットル水平対向6気筒ターボ | Y      | 353          |
| 30 DNF | C1     | 4    | - シルクカット・ジャガー - トム・ウォーキンショー・レーシング | - デイビー・ジョーンズ - ミッシェル・フェルテ - エリセオ・サラザール         | ジャガー・XJR-12                            | G      | 282          |
| 30 DNF | C1     | 4    | - シルクカット・ジャガー - トム・ウォーキンショー・レーシング | - デイビー・ジョーンズ - ミッシェル・フェルテ - エリセオ・サラザール         | ジャガー7.0リットルV型12気筒                | G      | 282          |
| 31 DNF | C2     | 128  | チェンバレン・エンジニアリング                                | - フィリップ・ド・ヘニング - Charles Zwolsman - ロビン・ドノヴァン           | スパイス・SE90C                             | G      | 255          |
| 31 DNF | C2     | 128  | チェンバレン・エンジニアリング                                | - フィリップ・ド・ヘニング - Charles Zwolsman - ロビン・ドノヴァン           | コスワースDFZ型3.5リットルV型8気筒          | G      | 255          |
| 32 DNF | C1     | 83   | ニッサン・パフォーマンス・テクノロジー                        | - ジェフ・ブラバム - チップ・ロビンソン - デレック・デイリー                 | 日産・R90CK                                 | G      | 251または252 |
| 32 DNF | C1     | 83   | ニッサン・パフォーマンス・テクノロジー                        | - ジェフ・ブラバム - チップ・ロビンソン - デレック・デイリー                 | 日産自動車VRH35Z型3.5リットルV型8気筒ターボ | G      | 251または252 |
| 33 DNF | C1     | 38   | トヨタ・チーム・サード                                        | - ピエール＝アンリ・ラファネル - ローランド・ラッツェンバーガー - 長坂尚樹   | トヨタ・90C-V                               | D      | 241          |
| 33 DNF | C1     | 38   | トヨタ・チーム・サード                                        | - ピエール＝アンリ・ラファネル - ローランド・ラッツェンバーガー - 長坂尚樹   | トヨタ自動車R32V型3.2リットルV型8気筒ターボ | D      | 241          |
| 34 DNF | C1     | 1    | - シルクカット・ジャガー - トム・ウォーキンショー・レーシング | - ルイス・ペレス・サラ - アラン・フェルテ - デヴィッド・レスリー             | ジャガー・XJR-12                            | G      | 220          |
| 34 DNF | C1     | 1    | - シルクカット・ジャガー - トム・ウォーキンショー・レーシング | - ルイス・ペレス・サラ - アラン・フェルテ - デヴィッド・レスリー             | ジャガー7.0リットルV型12気筒                | G      | 220          |
| 35 DNF | C1     | 85   | チーム・ル・マン                                              | - 和田孝夫 - アンデルス・オロフソン - マウリシオ・サンドロ・サラ             | 日産・R89C                                  | Y      | 182          |
| 35 DNF | C1     | 85   | チーム・ル・マン                                              | - 和田孝夫 - アンデルス・オロフソン - マウリシオ・サンドロ・サラ             | 日産自動車VRH35Z型3.5リットルV型8気筒ターボ | Y      | 182          |
| 36 DNF | C1     | 43   | - リチャード・ロイド・レーシング - 伊太利屋・スポーツ         | - マニュエル・ロイター - J.J.レート - ジェームズ・ウィーバー                 | ポルシェ・962C GTi                          | G      | 181          |
| 36 DNF | C1     | 43   | - リチャード・ロイド・レーシング - 伊太利屋・スポーツ         | - マニュエル・ロイター - J.J.レート - ジェームズ・ウィーバー                 | ポルシェ935型3.0リットル水平対向6気筒ターボ | G      | 181          |
| 37 DNF | C2     | 107  | Pierre-Alain Lombardi                                         | - Pierre-Alain Lombardi - デニス・モリン - フェルディナン＝レセップス        | スパイス・SE87C                             | G      | 170          |
| 37 DNF | C2     | 107  | Pierre-Alain Lombardi                                         | - Pierre-Alain Lombardi - デニス・モリン - フェルディナン＝レセップス        | コスワースDFY型3.0リットルV型8気筒          | G      | 170          |
| 38 DNF | C2     | 105  | ADAエンジニアリング                                           | - イアン・ハローワー - ジョン・シェルドン - ジェリー・マホニー               | ADA 02B                                     | G      | 164          |
| 38 DNF | C2     | 105  | ADAエンジニアリング                                           | - イアン・ハローワー - ジョン・シェルドン - ジェリー・マホニー               | フォードコスワースDFL型3.3リットルV型8気筒  | G      | 164          |
| 39 DNF | GTP    | 201  | マツダスピード                                                | - フォルカー・ヴァイドラー - ベルトラン・ガショー - ジョニー・ハーバート     | マツダ・787                                 | D      | 148          |
| 39 DNF | GTP    | 201  | マツダスピード                                                | - フォルカー・ヴァイドラー - ベルトラン・ガショー - ジョニー・ハーバート     | マツダR26B型2.6リットル4ローター            | D      | 148          |
| 40 DNF | GTP    | 202  | マツダスピード                                                | - ステファン・ヨハンソン - デイブ・ケネディ - ピエール・デュドネ             | マツダ・787                                 | D      | 147          |
| 40 DNF | GTP    | 202  | マツダスピード                                                | - ステファン・ヨハンソン - デイブ・ケネディ - ピエール・デュドネ             | マツダR26B型2.6リットル4ローター            | D      | 147          |
| 41 DNF | C1     | 24   | ニッサン・モータースポーツ・ヨーロッパ                        | - マーク・ブランデル - ジュリアン・ベイリー - ジャンフランコ・ブランカテリ   | 日産・R90CK                                 | D      | 142          |
| 41 DNF | C1     | 24   | ニッサン・モータースポーツ・ヨーロッパ                        | - マーク・ブランデル - ジュリアン・ベイリー - ジャンフランコ・ブランカテリ   | 日産自動車VRH35Z型3.5リットルV型8気筒ターボ | D      | 142          |
| 42 DNF | GTP    | 230  | モモ・ゲブハート・レーシング                                  | - ジャンピエロ・モレッティ - ニック・アダムス - ギュンター・ゲブハート       | ポルシェ・962C                              | G      | 138          |
| 42 DNF | GTP    | 230  | モモ・ゲブハート・レーシング                                  | - ジャンピエロ・モレッティ - ニック・アダムス - ギュンター・ゲブハート       | ポルシェ935型3.0リットル水平対向6気筒ターボ | G      | 138          |
| 43 DNF | C1     | 26   | オーバーマイヤー・レーシング                                  | - ユルゲン・オーパーマン - ハラルド・ グロース - マルク・デュエツ            | ポルシェ・962C                              | G      | 140          |
| 43 DNF | C1     | 26   | オーバーマイヤー・レーシング                                  | - ユルゲン・オーパーマン - ハラルド・ グロース - マルク・デュエツ            | ポルシェ935型3.0リットル水平対向6気筒ターボ | G      | 140          |
| 44 DNF | C1     | 54   | Mussato Action Cars                                           | - マッシモ・モンティ - ファビオ・マニャーニ                                  | ランチア・LC2                               | D      | 86           |
| 44 DNF | C1     | 54   | Mussato Action Cars                                           | - マッシモ・モンティ - ファビオ・マニャーニ                                  | フェラーリ308C型3.0リットルV型8気筒ターボ   | D      | 86           |
| 45 DNF | C1     | 37   | トヨタ・チーム・トムス                                        | - 鈴木亜久里 - ジョニー・ダンフリーズ - ロベルト・ラヴァーリア               | トヨタ・90C-V                               | B      | 64           |
| 45 DNF | C1     | 37   | トヨタ・チーム・トムス                                        | - 鈴木亜久里 - ジョニー・ダンフリーズ - ロベルト・ラヴァーリア               | トヨタ自動車R32V型3.2リットルV型8気筒ターボ | B      | 64           |
| 46 DNF | C1     | 12   | クラージュ・コンペティション                                  | - Bernard Thuner - アラン・イアネッタ - Pascal Pessiot                       | クーガー・C24S                              | G      | 57           |
| 46 DNF | C1     | 12   | クラージュ・コンペティション                                  | - Bernard Thuner - アラン・イアネッタ - Pascal Pessiot                       | ポルシェ935型3.0リットル水平対向6気筒ターボ | G      | 57           |
| 47 DNF | C2     | 113  | Etablissements Chereau                                        | - Philippe Farjon - Jean Messaoudi                                           | クーガー・C20S                              | G      | 43           |
| 47 DNF | C2     | 113  | Etablissements Chereau                                        | - Philippe Farjon - Jean Messaoudi                                           | ポルシェ935型2.8リットル水平対向6気筒ターボ | G      | 43           |
| 48 DNF | C2     | 106  | オトモビル・ルイ・デカルト                                    | - フランソワ・ミゴール - ジェラール・トランブレイ - ジャック・ユクラン       | ALD C289                                    | D      | 36           |
| 48 DNF | C2     | 106  | オトモビル・ルイ・デカルト                                    | - フランソワ・ミゴール - ジェラール・トランブレイ - ジャック・ユクラン       | フォードコスワースDFL型3.3リットルV型8気筒  | D      | 36           |
| 49 DNF | C1     | 25   | ニッサン・モータースポーツ・ヨーロッパ                        | - ケニー・アチソン - マーティン・ドネリー - オリビエ・グルイヤール           | 日産・R90CK                                 | D      | 0            |
| 49 DNF | C1     | 25   | ニッサン・モータースポーツ・ヨーロッパ                        | - ケニー・アチソン - マーティン・ドネリー - オリビエ・グルイヤール           | 日産自動車VRH35Z型3.5リットルV型8気筒ターボ | D      | 0            |
| DNS    | C1     | 8    | ヨースト・ポルシェ・レーシング                                | - ボブ・ウォレク - ジョナサン・パーマー - フィリップ・アリオー               | ポルシェ・962C                              | M      | -            |
| DNS    | C1     | 8    | ヨースト・ポルシェ・レーシング                                | - ボブ・ウォレク - ジョナサン・パーマー - フィリップ・アリオー               | ポルシェ935型3.2リットル水平対向6気筒ターボ | M      | -            |